# Liolaemus cinereus
Liolaemus cinereus är en ödleart som beskrevs av  Monguillot, Cabrera ACOSTA och VILLAVICENCIO 2006. Liolaemus cinereus ingår i släktet Liolaemus och familjen Tropiduridae. Inga underarter finns listade i Catalogue of Life.